# Vlaky štěstí

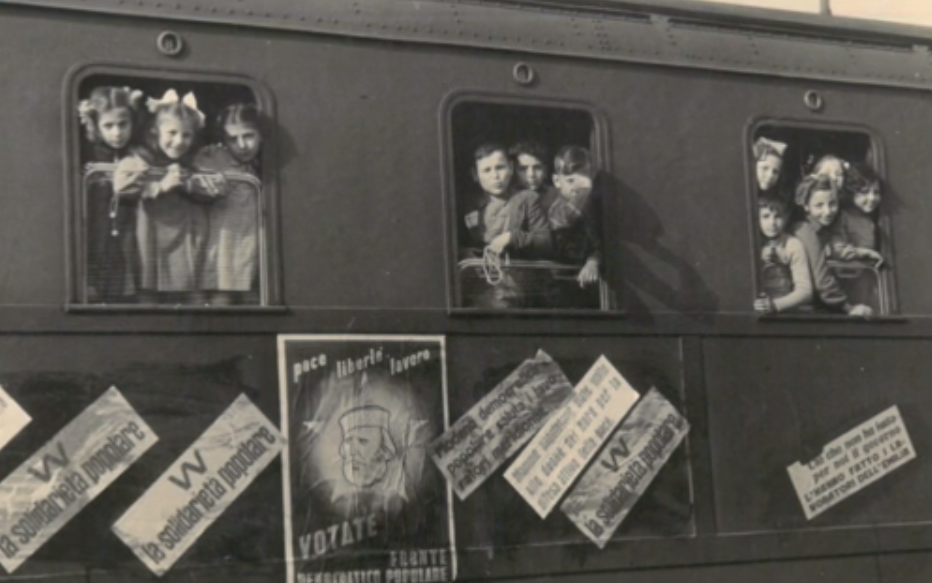
Děti mířící k náhradním rodinám, 1946

Vlaky štěstí, italsky treni della felicità, byla poválečná iniciativa Italské komunistické strany, která trvala mezi lety 1945 až 1952. Spočívala ve snaze ulevit chudým jihoitalským rodinám a zajistit jejich dětem dobré vychování, a to jejich svěřením do péče majetnějších rodin ze severu. V rámci projektu bylo takto přestěhováno 70 000 dětí.

## Dějiny
Po válce, ve které stála Itálie na poražen straně, byla ekonomická situace velmi špatná, nejvíc na to doplácely mnohdy početné rodiny z jižní Itálie. Komunistická strana, která se dostala k moci, viděla řešení v přerozdělení dětí mezi rodinami tak, aby každá rodina měla tolik dětí, o kolik je schopná se postarat.
Autorkou této iniciativy byla Teresa Noce ze Svazu italských žen (Unione donne italiane). Když na předměstí Milána viděla zbídačené děti, zeptala v Emilia-Romagna, jestli má region možnost přes blížící se zimu některé z dětí hostit. Region nabídl, že se postará o 2000 dětí. Iniciativu podpořila města Parma, Piacenza, Modena, Bologna a Ravenna.
Dne 16. prosince 1945 vyjel z Milána do Emilia-Romagna první vlak s 1 800 dětmi. Další vlaky vyjížděly z Turína. Na 5. kongresu Italské komunistické strany bylo rozhodnuto, že se centrum zájmu iniciativy přesune do jižní Itálie, která byla podstatně méně rozvinutá než Miláno. A tak během roku vyrazilo k pěstounským rodinám na sever dalších 12 000 neapolských dětí.
Mezi lety 1945 až 1952 takto získalo náhradní dočasný domov v Emilia-Romagna, Toskánsku, Venetu, Lombardii a Marche asi 70 000 dětí z Lazia, Kampánie, Apulie, Kalábrie, Sicílie a Sardinie. Hostitelské rodiny zpravidla nebyly bohaté. Přesto byly ochotné děti nakrmit a ubytovat. 
Silně antikomunistická církev papeže Pia XII. byla proti této iniciativě a šířila fámu, že děti budou poslány do Sovětského svazu.
Vlaky štěstí jako takové zanikly v zimě 1947, ale podobná solidární činnost pokračovala i v následujících letech a týkala se dětí z rodin postižených přírodními katastrofami v Kalábrii a na Polesí a v 50. letech z rodin dělníků, kteří byli zatčeni během policejní represe.
Většina dětí se nakonec vrátila domů, ale s pěstouny zůstala v kontaktu.